# Amelanchier neglecta
Amelanchier neglecta är en rosväxtart som beskrevs av Egglest. och George Neville Jones. Amelanchier neglecta ingår i släktet häggmisplar, och familjen rosväxter. Inga underarter finns listade i Catalogue of Life.